# Foro Demócrata
Foro Demócrata fou un partit polític fundat l'any 2011 a la ciutat de Moncada, al País Valencià, per Miguel Picher Ramos, que posteriorment el 2016 es va incorporar a Ciutadans - Partit de la Ciutadania, i que anteriorment havia estat secretari d'organització del PP a Elx.
Va aconseguir l'única representació política en la seva història a les eleccions municipals de 2015, on un grup d'independents, encapçalats per l'exdirigent del Partit Popular d'Oriola Pepa Ferrando, s'hi va presentar sota la seva marca electoral, aconseguint 1 acta de regidora. El 2018, essent la portaveu del grup municipal a Oriola, la Fiscalia Anticorrupció va sol·licitar penes de presó per suposades irregularitats en concursos públics el 2007, alhora que havia estat també imputada al cas Fitur d'Oriola per suposats fets irregulars del 2011. El 2019 Ferrando fou finalment declarada culpable pel cas Fitur, i inhabilitada durant 15 anys.
Algunes de les iniciatives concretes a les que va donar suport el partit foren a la manifestació pro Bous al carrer a Onda, propostes ecologistes a Elx o la denúncia al portaveu del Síndic de Greuges, Blas Gómez Cuartero, per haver fet intervencions defensant a 12 TV dels casos de corrupció el Partit Popular mentre treballava en la institució.
El 2017 l'agrupació local de Quart de Poblet va abandonar la formació per integrar-se en un altre partit.

## Resultats electorals
- Eleccions generals espanyoles de 2016: No es va presentar.
- Eleccions generals espanyoles de 2015: 454 vots (0%) = 0 diputats.[10]
- Eleccions a les Corts Valencianes 2015: 1.310 vots (0,5%) = 0 diputats.[11]
- Eleccions municipals espanyoles de 2015: Es va presentar a cinc municipis del País Valencià[12] i obtingué una regidora a la ciutat d'Oriola (Pepa Ferrando, també provinent del Partit Popular)[2] on va rebre el suport de 1.508 votants i fou la cinquena força política.[13]